# Verbond van Afrikaanse Lesbiennes
Het Verbond van Afrikaanse Lesbiennes is een in 2003 opgerichte non-profitorganisatie die opkomt voor de rechten van lesbiennes, bisekuele vrouwen en transgenders in Afrika. De organisatie bestaat uit meer dan 30 verschillende verenigingen uit 19 Afrikaanse landen.

## Geschiedenis
De organisatie is opgericht door 50 activisten die in 2003 aanwezig waren bij het Sex and Secrecy-congres van de International Association for the Study of Sexuality, Culture and Society in Johannesburg, Zuid-Afrika.
In 2010 weigerde de Afrikaanse commissie voor de rechten van de mens de waarnemersstatus toe te kennen aan het Verbond toen zij hier een verzoek voor indienden in mei 2008. De weigering werd aanvankelijk onderbouwd met het argument "dat de organisatie niet probeert om de rechten van de African Charter te promoten of te beschermen". In 2014 diende het Verbond een nieuwe aanvraag in, die in 2015 wel werd geaccepteerd.

## Doelstellingen
Het Verbond van Afrikaanse Lesbiennes heeft enkele algemene doelstellingen in de in 2006 afgesproken grondbeginselen staan: het opkomen voor gelijke rechten van Afrikaanse lesbiennes, biseksuelen en transgenders op politiek, seksueel, cultureel en economisch gebied door samen te werken met Afrikaanse en internationale bondgenoten; het bestrijden van discriminatie tegen lesbiennes in Afrika; het samenwerken met lokale en internationale partijen; het opbouwen van een sterke en duurzame lgbt-gemeenschap die ondersteuning biedt aan de ontwikkeling van nationale organisaties in Afrika die zich met lgbt-problematiek bezighouden; het steunen van het werk van internationale organisaties die op alle genoemde gebieden actief zijn, waaronder het faciliteren van de persoonlijke ontwikkeling van Afrikaanse lgbt-mensen en het versterken van hun organisaties.